# Blank & Jones
Blank & Jones é um duo de produtores de Trance sediados em Colônia, Alemanha, consistindo em Piet Blank (Jan Pieter Blank) e DJ Jaspa Jones (Rene Runge).

## Discografia

### Singles
- Sound Of Machines 2006 (2006)
- Catch (Vocais de Elles de Graaf) (2006)
- Revealed (with Steve Kilbey) (2005) (#3 Guatemalan Charts)
- Perfect Silence (Feat. Bobo) (2004)
- Mind Of The Wonderful (Feat. Elles de Graaf) (2004)
- Summer Sun (2003) (Gravado somente em vinil)
- A Forest (Feat. Roberth Smith) (2003)
- The Hardest Heart (feat. Anne Clark) (2002)
- Suburban Hell (2002) (gravado somente em vinil)
- Watching The Waves (2002)
- Desire (2002)
- Nightclubbing (2001)
- DJs, Fans & Freaks (D.F.F.) (2001) (UK #45)
- Beyond Time (2001) (UK #53)
- Sound of Machines (Gravado na Itália e Países Baixos como Single) (2000)
- DJ Culture (2000)
- The Nightfly (2000) (UK #55)
- After Love (1999) (UK #57)
- Cream (1999) (UK #24 and #1 in Dance Charts)
- Flying To The Moon (1998)
- Heartbeat (1998)
- Sunrise (1997)

### Álbuns
- Relax Edition 3 (2 CDs) (2007)
- The Singles (Edição limitada incluso DVD com clips e bônus) (2006)
- Relax Edition 2 (2 CDs) (Edição limitada com bônus tracks) (2005)
- Monument (2004)
- Relax (2003)
- Substance (2002)
- Nightclubbing (2001)
- DJ Culture (2000)
- In Da Mix (1999)

### Remixes
2003
- Pet Shop Boys - Love comes quickly (Blank & Jones 2003 mix)
- RMB - ReReality (Blank & Jones Remix)
- Wolfsheim - Wundervoll (Blank & Jones Remix)
- Evolution feat. Jayn Hanna - Walking on Fire (Blank & Jones Remix)
- Chicane - Love on the Run (Blank & Jones Dub Remix)
- Chicane - Love on the Run (Blank & Jones Remix)

2002
- Pet Shop Boys - Home & Dry (Blank & Jones Dub)
- Pet Shop Boys - Home & Dry (Blank & Jones Mix)

2001
- Perpetuous Dreamer - The Sound of Goodbye (Blank & Jones Mix)
- Fragma - You are Alive (Blank & Jones  Remix)
- Die Ärzte - Rock'n Roll Übermensch (Blank & Jones Mix)

1999
- Liquid Love - Sweet Harmony (Blank & Jones Mix)
- Mauro Picotto - Iguana (Blank & Jones Remix)
- Storm - Love is here to stay (Blank & Jones Mix)

1998
- Basic Connection - Angel (Don't Cry) (Blank & Jones Remix)
- Sash! - La Primavera (Blank & Jones Mix)
- Syntone - Heal My World (Blank & Jones Mix)
- Dario G - Sunmachine (Blank & Jones Mix)
- Humate - Love Stimulation (Blank & Jones Mix)
- United Deejays - Too Much Rain (Blank & Jones vs. Gorgeous Mix)
- Dune - Electric heaven (Blank & Jones Club Cut)
- Yello vs Hardfloor - Vicious Games (Blank & Jones Mix)

### Compilações - DJ Mixes
- Peaktime 5 (2 CDs**) (2005) (Released in Australia) **CD 2 Is the album DJ Culture
- The Mix volume 3 (2 CDs) (2004)
- The Mix volume 2 (2 CDs) (2003)
- The Mix volume 1 (2 CDs) (2002)
- Trance Mix USA vol. 2 (2001) (Released in US)